# Carlos Aguilera
Carlos Alberto Aguilera Nova, född 21 september 1964 i Montevideo, är en uruguayansk före detta fotbollsspelare. Han representerade Italien vid EM 1988 och VM 1990. Han representerade Uruguay fotbollslag i Copa América 1983 och 1989, där de vann guld respektive silver, samt i VM 1986 och 1990.